# Karl Göbel
Karl Göbel (Dortmund, 13 de febrer de 1903) fou un ciclista alemany, professional des del 1928 fins al 1940. Es va especialitzar en el ciclisme en pista concretament a les curses de sis dies, en què va guanyar set.

## Palmarès en pista
- 1929
  - 1r als Sis dies de Leipzig (amb Emil Richli)
- 1930
  - 1r als Sis dies de Dortmund (amb Alfredo Dinale)
- 1931
  - 1r als Sis dies de Frankfurt (amb Alfredo Dinale)
  - 1r als Sis dies de Colònia (amb Adolf Schön)
- 1933
  - 1r als Sis dies de Colònia (amb Adolf Schön)
- 1937
  - 1r als Sis dies de Buenos Aires (1) (amb Gottfried Hürtgen)
  - 1r als Sis dies de Buenos Aires (2) (amb Gottfried Hürtgen)